# Capanno Tassoni
Il capanno Tassoni è un rifugio posto a 1317 m s.l.m. sull'Appennino Tosco-Emiliano. Si trova nel comune di Fanano, nella Valle di Ospitale, lungo la strada che conduce al passo della Croce Arcana. Fu costruito nel 1962 per iniziativa del conte Giuseppe Forni ampliando e ristrutturando un edificio costruito nel 1930 dal Corpo Forestale dello Stato nel luogo in cui in precedenza sorgeva un ovile di proprietà di un certo Giovanni Tassoni, come risulta da un rogito del 1870.
Il capanno si trova lungo la Via Romea nonantolana, pochi chilometri a monte della località di Ospitale. 
Serve come ricovero e come base di appoggio per escursioni nel comprensorio modenese dell'Appennino Tosco-Emiliano.